# Deike Potzel
Deike Potzel (* 14. Oktober 1968 in Berlin) ist eine deutsche Diplomatin. Sie ist seit 2022 Leiterin der Abteilung für Krisenprävention, Stabilisierung, Friedensförderung und humanitäre Hilfe im Auswärtigen Amt. und zudem seit Oktober 2023 Sondergesandte für humanitäre Hilfe im Nahen- und Mittleren Osten. Vorher war sie von November 2017 bis Mitte 2021 Botschafterin in Irland.

## Leben
Nach dem Abitur studierte Deike Potzel von 1987 bis 1992 Anglistik und Romanistik an der Humboldt-Universität zu Berlin.
Sie ist mit dem Diplomaten Markus Potzel verheiratet und hat zwei Kinder.

## Laufbahn
Potzel begann 1993 die Ausbildung für den Auswärtigen Dienst. Nach deren Abschluss war sie von 1995 bis 1997 Referentin für Wahlbeobachtung und Demokratisierungshilfe im Auswärtigen Amt in Bonn und ging 1998 als Presse-/Protokoll-/Politikreferentin an die Botschaft Singapur, wo sie bis 2000 blieb. Von 2002 bis 2004 war sie Leiterin der Kultur- und Presseabteilung an der Botschaft Teheran, Iran.
Von 2002 bis 2012 war sie in verschiedenen Funktionen im Auswärtigen Amt in Berlin tätig, zunächst als Referentin für die EU-Erweiterung (2004–2005), dann als Referentin für Iran und die Golfstaaten (2005–2008) und anschließend als stellvertretende Referatsleiterin Personal. 2012 wechselte sie in das persönliche Büro des Bundespräsidenten, dessen Leiterin sie bis 2014 war.
Nach einer Zeit als Beauftragte für Personal und stellvertretende Leiterin der Zentralabteilung des Auswärtiges Amtes wurde Potzel im November 2017 als Botschafterin in Irland und Leiterin der Botschaft Dublin berufen, wo sie auf Matthias Höpfner folgte. Im Juli 2021 wurde sie von Cord Meier-Klodt als Botschafterin abgelöst und wechselte als Chefinspekteurin in das Auswärtige Amt.
Seit 2022 leitet sie die Abteilung Krisenprävention, Stabilisierung, Friedensförderung und Humanitäre Hilfe im Auswärtigen Amt. Im Oktober 2023 ernannte Bundesaußenministerin Baerbock Potzel zur Sondergesandten für humanitäre Hilfe Nah- und Mittelost.